# کیریل دینچف
کیریل دینچف (بلغاری: Кирил Динчев؛ زادهٔ ۸ مهٔ ۱۹۸۹) بازیکن فوتبال اهل بلغارستان است.
از باشگاه‌هایی که در آن بازی کرده است می‌توان به باشگاه فوتبال لیتکس لووچ و باشگاه فوتبال زسکا صوفیه اشاره کرد.